# Орлова-Афиногенова, Елена Львовна
Елена Львовна Орлова-Афиногенова (р. 19 октября 1953 г., Ленинград) — советский и российский живописец, натюрморист, портретист.

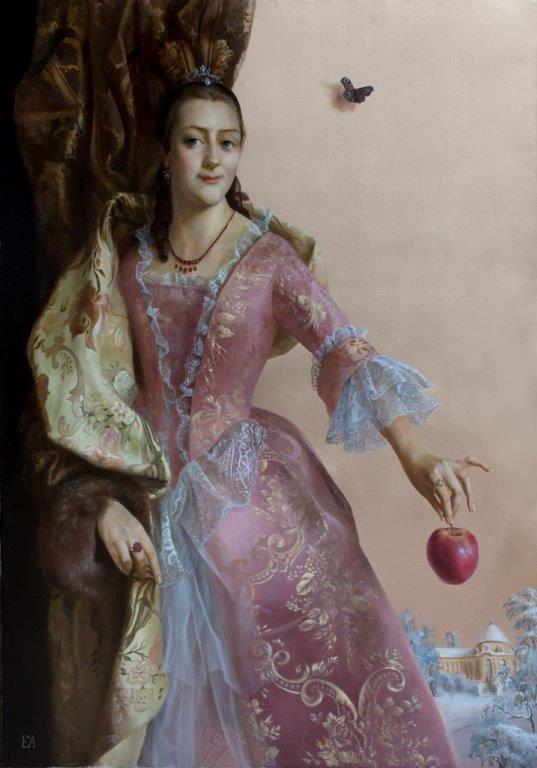
Принцесса Фике

## Биография
После образовательной школы поступила в медицинский институт, но уже через год учёбы стало ясно, что её истинное призвание быть художником. Ради этого она оставляет медицину и пытается поступить в Институт имени И. Е. Репина. Работая курьером и уборщицей в Академии, она поступает вольнослушательницей в мастерскую профессора Евсея Евсеевича Моисеенко. Встречает своего первого мужа, художника и преподавателя рисунка в Академии Геннадия Васильевича Орлова. На третий год её принимают на живописное отделение, которое она успешно закончила в 1982 году по классу Е. Е. Моисеенко.
В 1984 году она второй раз выходит замуж за однокурсника Алексея Викторовича Попкова, сына художника Виктора Ефимовича Попкова, и уезжает в Москву. Начинаются многочисленные выставки художницы.
В 1988 году она поступает в Союз художников и возвращается в родной Петербург, где живёт и работает в Пушкинском районе (бывшее Царское Село).
В 1989 году Елена снова выходит замуж за инженера и изобретателя Вадима Михайловича Завьялова.

## Творчество
Живописец Елена Орлова-Афиногенова закончила в 1982 году мастерскую самого знаменитого и влиятельного в 1960-80-е годы профессора института имени И. Е. Репина Моисеенко. В раннем творчестве она испытала определённое его влияние, всё же в дальнейшем явно избежала факта превращения в художника «школы Моисеенко», что случилось со многими его учениками.
В 1983 году состоялось её первое участие во Всесоюзной выставке портрета «Наш современник» в (ЦДХ).
Елена работает в жанре натюрморта, изучая технику многослойной живописи старых голландских мастеров. Пытаясь найти новое и постигая тайны ремесла, Елена Орлова-Афиногенова много экспериментирует.
В середине 1990-х годов творческий поиск привел Елену к новой живописной технике. На жёсткую основу наносится рельефный слой левкаса с намеченными контурами будущей композиции картины, а затем на высохший левкас наносит живопись. Эта техника усиливает объёмность изображения и придает картинам особую декоративную монументальность.
В 1993 году в залах ЛОСХ состоялась первая персональная выставка художницы, следом за ней ещё одна в залах Павловского дворца.
В 1996 году в ходе сотрудничества с Историко-литературным музеем г. Пушкин (б. Царское Село) рождается цикл монументальных исторических картин рельефной живописи «Знаменитые люди Царского Села». Каждая композиция этой серии воспроизводит один из эпизодов, связанных с тем или иным Царскосельским державным владельцем. Персонажи картин — основатели Царского Села — Пётр I и Екатерина I, главные устроительницы царской резиденции императрицы Елизавета I Петровна и Екатерина II (принцесса Ангальт-Цербстская), император Александр I и главноуправляющий городом Я. В. Захаржевский, семья последнего русского Государя Николая II — изображаются среди конкретного царскосельского антуража в соответствии с известными реальными событиями истории. Эти исторические реконструкции — не сухая хроника царскосельской жизни и не краеведческие картины в обычном их понимании. Елена, прежде всего, стремится художественно передать колорит эпохи и создать убедительные образы известных персонажей, выразить своё понимание их характеров, сформировавшихся в зависимости от исторических событий и личных качеств героев. Это программное искусство предполагало длительный подготовительный период изучения материала и глубоких знаний атрибутов и деталей воспроизводимой эпохи.
Одновременно с историческими картинами Елена никогда не прерывала свои занятия натюрмортом. Этот её любимый жанр в 2000-е годы достигает своего максимального расцвета. Круг излюбленных изобразительных мотивов художника, наряду с элементами извечными для искусства натюрморта — цветами в вазах, плодами и фруктами, книгами, ткаными драпировками — включает множество вещей необычных, экзотических и дразнящих воображение. В период 2010-х годов в творчестве художника появились новые философские ноты. Алогичные на первый взгляд сочетания предметов, нарушения их реального масштаба, пространственные смещения, пренебрежение законами тяготения сообщают её картинам поверхностное сходство с произведениями художников сюрреалистов, но по духу её живопись иная — в ней отсутствует свойственный сюрреализму элемент абсурдности, его нацеленность на выражение мрачной изнанки человеческого сознания.
В 2014 году Елена Орлова-Афиногенова пишет портрет юной принцессы Фике, будущей императрицы Екатерины II для немецкого города Цербста, откуда та родом. В том же году в замке города Цербста проходит персональная выставка художницы. Позже Орлова-Афиногенова пишет ещё одну картину для Цербста, посвященную первой встрече восьмилетней принцессы Фике с её будущим супругом, тогда ещё девятилетним принцем Петром Ульрихом, будущем императором Петром III.
В 2017 году Орлова-Афиногенова начинает большую серию картин «Страсти по мифологии» на тему древнегреческих мифов. Это семь больших полотен, изображающих сцены из мифов, среди которых «Похищение Европы», «Леда и лебедь», «Амур и Психея», написанные с определённой долей эротизма и выполненные в её особенной манере усиленного рельефа с использованием золота. Вся серия была представлена на персональной выставке в Магдебурге в 2018 году.

## Семья
Супруг — Вадим Михайлович Завьялов (1941—2019)
Сын — Степан Геннадьевич Орлов (род. 1975)
Дочь — Алиса Алексеевна Сказка (урожд. Попкова, род. 1984)
Внуки — Варвара (род. 2005), Иван (род. 2010), Михаил (род. 2013), Николай (род. 2019), Кира (род. 2021)

## Выставки
- 1983—1990 — участие в Московских и Ленинградских городских, зональных, Республиканских и Всесоюзных выставках
- 1990—2010 — участие в выставках в С-Петербургском отделении Союза художников России
- 1993 — первая персональная выставка в залах ЛОСХ
- 1993 — персональная выставка в залах Павловского дворца
- 1995—1996 — персональные выставки в Историко-литературном музее г. Пушкина
- 1998 — персональная выставка в особняке Нейгардта
- 1999 — персональная выставка в Доме журналистов в Санкт-Петербурге
- 2000 — персональная выставка в галерее Altstadt-Galerie «UAW» в Дюссельдорфе
- 2002 — персональная выставке в Мантуе (Италия)
- 2003 — персональная выставке в Берлине (Германия)
- 2006 — персональная выставка в Ольборге (Дания)
- 2011 — персональная выставка в Филадельфии Филадельфии (США)
- 2014 — персональная выставка в замке Цербста (Германия)
- 2015 — персональная выставка в Русском доме в Берлине (Германия)
- 2018 — персональная выставка в Магдебурге (Германия)